# Lacul Bolboci
Lacul Bolboci (sau "marea din Bucegi") este un lac de baraj artificial în Masivul Bucegi, pe râul Ialomița, în spatele barajului Bolboci, cu un volum util de 17,9 milioane m³, față de volumul inițial de 19,4 milioane m³. În lacul Bolboci se varsă și râurile: Blana, Nucet (ambele pe stânga), Bolboci și Plaiul Mircii (pe dreapta).
Cabana Bolboci se află pe malul lacului și a fost construită în 1928. Până în 1971 putea fi folosită doar vara, pentru ca nu avea sobă și nu era acoperită cu tablă. Este la o distanță de 8 km de Sinaia și la 10 km (2 ore de mers) de Peștera Ialomiței.